# 阿尔塞纳·温格
阿尔塞纳·温格，OBE（法語發音：[aʁsɛn vɛŋɡɛʁ]，1949年10月22日—），法國足球教練。現為国际足球联合会全球足球發展主管。雲加自1996年10月起開始執教英格蘭超級足球聯賽球會阿仙奴，是球會史上任期最長、執教成績最好的領隊，同時亦是英超史上執教時間最長的英超領隊。其執教阿仙奴於2003–04賽季創造之全季不敗成績成為壯舉（26勝12和），至今仍沒有英格蘭超級足球聯賽球隊能夠打破這個紀錄。雲加於2017–18賽季完結後離任阿仙奴教練一職，結束22年執教阿仙奴的生涯。
雲加出生於法國的斯特拉斯堡，並成長於迪特勒奈姆。雲加的父親為一名地區足球隊教練，因為他，雲加開始接觸足球。在球員時代，雲加曾為數支球隊上陣，並於1979年取得法國甲組足球聯賽冠軍。雲加於1981年取得教練資格，並於1984年開始執教南錫，但這次的執教並不成功，於3年後便告終。他其後轉為執教另一支法甲球隊摩納哥執教。於1988年，雲加便帶領球會獲得聯賽冠軍，亦於1991年獲得法國盃冠軍。可是，經歷數季後，他無法帶領球隊奪得聯賽冠軍，球會與雲加於雙方同意下選擇解約。其後，雲加遠赴日本執教日本職業足球聯賽球隊名古屋八鯨，於執教期間贏得天皇盃和日本超級盃冠軍。
1996年，雲加成為英格蘭球會阿仙奴的主教練，於上任2年後成為「雙冠王」，獲得1997-98賽季的英格蘭超級足球聯賽和英格蘭足總盃冠軍。2001-02賽季，他再度帶領球隊成為「雙冠王」，並於次季再次贏得足總盃冠軍。2003-04賽季，雲加以26勝12和不敗的成績奪得聯賽冠軍，成為自1889年的普雷斯頓後，115年來首支於頂級聯賽保持全季不敗的球隊。其後，雲加更打破所保持的42場聯賽不敗的紀錄，把紀錄延至49場，直至2004年10月被曼聯擊敗。2006年，雲加帶領阿仙奴進入歐洲聯賽冠軍盃的決賽，可惜不敵巴塞隆拿無緣冠軍。經歷9年的冠軍荒後，雲加於2013-14賽季、2014-15賽季和2016-17賽季取得3次英格蘭足總盃冠軍。
2018年4月20日，阿森纳宣布温格在赛季结束后不再执教球队，结束22年的枪手岁月。

## 生平
雲加1949年10月22日出生於法國斯特拉斯堡，父親名為阿方斯·雲加（Alphonse Wenger），母親名為路易絲·雲加（Louise Wenger），他在三名兄弟中排名最小。在1950年代，雲加居住於迪皮盖姆，但他主要於斯特拉斯堡西南十英里外的迪特勒奈姆生活。德國於較早時間吞併阿爾薩斯-洛林的法國領土後，雲加的父親阿方斯·雲加與很多亞爾薩斯人一樣被徵召入伍。其後，於1944年10月，他的父親阿方斯·雲加被派遣參與苏德战争，當時他只有24歲。
温格在球員時代曾替斯特拉斯堡於1979年奪得法甲冠軍，不過除此之外就平平無奇。退役後擔任斯特拉斯堡少年隊教練一職。當1984年加入南錫體育會，可惜該季球隊最終降班收場，1987年温格南下到執教摩納哥，除大力引進出色的球員（如英國的和西德的克林斯曼）外，還培育出不少新晉球星（如法國的亨利）。後曾越洋到日本職業足球聯賽的名古屋八鯨當領隊，並擊敗廣島三箭協助球隊歷史性首次贏得日皇盃冠軍。
1996年來到英國開始執教阿森纳，乃溫格教練生涯的最高點。在溫格帶領下，阿森纳97-98及01-02兩個賽季得到聯賽及足總杯冠軍的“雙冠王”，後更於03-04賽季以26勝12和的不败成績奪得聯賽冠軍，成為自普雷斯頓於1889年後，115年來首支於頂級聯賽保持全季不敗的球隊。因此溫格於2003年獲英國皇室頒贈OBE勳銜。
但在歐洲賽上一直無法為球隊更上一層樓，直到2006年，終於打進歐洲冠軍聯賽的決賽，可惜不敵巴塞罗那無法初嘗成為歐洲冠軍的滋味，另一方面阿森纳聯賽成績未能與曼聯相比，曾經長期位列第五名，直到聯賽最後一周憑藉熱刺被西汉姆联擊敗而取代聯賽第四名的位置。
溫格曾數度被其他歐洲大球會招攬為教練，而他亦一度成為英格蘭國家隊的領隊人選。英格蘭足總在原來國家隊教練埃里克森宣佈離職後，以溫格為國家隊領隊第一人選，惟溫格以個人理由拒絕出任。
1996年至2017年間，雲格帶領下的阿仙奴總勝利場數向維持在22場左右水平。
2010年，溫格被IFFHS選為全球近十年最佳教練。
2013年，阿仙奴再次渡過一個失敗球季，八年無冠。然而，由於曼聯領隊費格遜宣布季後退休，雲加因而得以取代其成為在同一球會執教時間最長的現職英超教練。
2014年，阿仙奴於英格蘭足總盃奪冠，終於打破九年錦標荒。雲加表示這是他執教阿仙奴十八載最重要的勝利。
2015年，阿仙奴衛冕英格蘭足總盃。雲加取得其人生中第六個英格蘭足總盃冠軍。
2016年，阿仙奴衛冕英格蘭足總盃失敗。英超聯賽最後一輪因死敵熱刺全失三分，僥倖而以一分之微壓過對手，以第二名完成聯賽。
2017年，歐冠16強賽連續兩場遭拜仁5-1痛宰，雖然球隊多年來均能打入歐冠，但均於十六強止步。在英超聯賽19年來首次排名在前四之外,以一分之差排名在第五；無緣下一季的歐冠。温格再次于2016-17赛季赢得足协杯冠军，阿森纳在决赛以2比1击败切尔西，以13次冠军成为夺得足协杯冠军次数最多的球队，温格亦成为英格兰历史上首位夺得7个足协杯冠军的教练。同年10月28日，阿仙奴主場迎戰史雲斯，為雲加執教阿仙奴的第800場英超賽事，最後阿仙奴以2-1反勝。阿仙奴主席於賽前表示，雲加將繼續執教阿仙奴，直至合約完結（雲加於季前跟阿仙奴續約兩年）。意味著雲加將打破前曼聯領隊費格遜執教曼聯810場英超的紀錄，成為英超史上執教場數最多的領隊。
2018年1月，阿仙奴1-1賽和西布朗，為雲加於英超執教的811場賽事，已打破費格遜的810場英超執教的紀錄，成為英超史上執教場數最多的領隊。
2018年4月20日，温格在阿森纳官方网站上发表声明，将于2017/2018赛季后卸任領隊一职。
2018年5月13日，温格最後一次領軍阿仙奴作客哈德斯菲爾德，憑新援奧巴美揚的唯一入球，以勝利餞別22年領隊生涯。
2019年11月14日，溫格前往國際足聯擔任世界足球发展总监。

## 風格
溫格是一個充滿爭議性的教練，在阿森納全面接管了球員管理、戰術執行、轉會市場與部分商業運作。從技戰術到球員飲食再到職業足球文化，溫格很快就開始從每一個細節當中改革一支足球隊。他一上任就禁止球員再在賽前吃巧克力，結束了眾所周知的球員飲酒習慣，並全面引入科學手段進行訓練。此外，他改變了傳統英超硬朗的後防與中場屏障，將全能足球與進攻足球的理念引入英超。在他的第一個完整執教的賽季，阿森納就奪得了聯賽以及足總杯雙料冠軍，他也成為第一個在英超奪冠的外籍教練。在溫格之前，僅有兩位非英籍主教練曾執教英超，在溫格之後已多達五十多人，溫格自身的成功成為開創英超外籍教練執教的先河。
他雖然沒有血性的臨場指揮，但是他可以找到很多適合球隊而又便宜的球員將他們培訓成一個家喻戶曉的明星，由於不會大灑金錢，所以球會財政非常健康。
不過1974年在法國斯特拉斯堡大學（University of Strasbourg）政治學、經濟學學位畢業的溫格在轉會市場過於貫徹經濟理念，堅持低買高賣，絕不出高價網羅球星，而自己的主力遭其他豪門挖角時非但無心挽留反而樂於高價售出，被譏為年年賣隊長，也因此付出了九年無冠的代價。但溫格在離任前曾說，由於新建阿森納主場酋長球場，球會陷入了七年的財政困難，拒絕大筆投入轉會市場保障了球會營運的穩定。
奥巴梅扬、拉卡泽特、厄齊爾、桑切斯及穆斯塔菲、扎卡是溫格個人生涯少數的高價購買。但整體來說溫格在轉會市場上的操作仍非常保守，也刻意壓低隊內球員的平均薪資。
總括而言，溫格仍然受到阿森納的高層表態支持（特別是財政方面），就算主力相繼出走，球會還能保住英超第四、歐洲冠軍聯賽十六強的成績。
及後於18-19年英超球季被接任領隊爆出兵工廠足球俱樂部所有者於十年間完全沒有作出任何投資，完全靠球會自負盈虧。令溫格於完全沒有外在資金支援及需清還球場債務的情況下仍能每年領軍進入歐聯及後更再奪足總盃增添傳奇味道。

## 榮譽

### 球員生涯
斯特拉斯堡
- 法國甲組聯賽冠軍: 1978/79年

### 執教生涯
摩納哥
- 法国足球甲级聯賽冠军：1987-88賽季
- 法国杯冠军：1990-91賽季

 名古屋八鯨
- 天皇杯冠军：1995年
- 日本超级杯冠军：1996年

 阿仙奴
- 英格兰超級足球联赛冠军：1997-98賽季、2001-02、2003-04賽季
- 英格兰足总杯冠军：1998年（英语：1998 FA Cup Final）、2002年（英语：2002 FA Cup Final）、2003年（英语：2003 FA Cup Final）、2005年（英语：2005 FA Cup Final）、2014年（英语：2014 FA Cup Final）、2015年、2017年
- 英格兰社区盾冠军：1998年、1999年（英语：1999 FA Charity Shield）、2002年（英语：2002 FA Charity Shield）、2004年（英语：2004 FA Charity Shield）、2014年、2015年、2017年

### 個人榮譽
- 日本職業足球聯賽最佳領隊: 1995年
- 大英帝國勳章: 2003年[9]
- 金球獎年度最佳教練: 2000年, 2002年, 2003年, 2004年
- 英超赛季最佳領隊: 1998年, 2002年, 2004年[10]
- 英格蘭足球聯賽領隊協會年度最佳領隊: 2001/02, 2003/04[11][12]
- BBC體育名人年度最佳教練獎：2002年, 2004年[13][14]
- 伊斯靈頓自由奖章：2004年[15]
- FWA貢獻獎: 2005年[16]
- 英格蘭足球名人堂: 2006年[17]
- 《法国足球》年度最佳教练: 2008年
- 國際足球歷史和統計聯合會全球十年最佳教練: 2001年-2010年[18]
- 英格蘭超級聯賽每月最佳領隊: 1998年3月, 1998年4月, 2000年10月, 2002年4月, 2002年9月, 2003年8月, 2004年2月, 2004年8月, 2007年9月, 2007年12月, 2011年2月, 2012年2月，2013年9月, 2015年3月,2015年10月
- 賴比瑞亞非洲救赎人道勋章大指揮官勳銜: 2018年[19]
- 劳伦斯世界体育奖终身成就奖:2019年
- 世界足球 世界最佳主教练:1998年
- 英格兰足球超级联赛名人堂：2023年

## 外部連結
- 足球資料庫：阿尔塞纳·温格的領隊統計數據
- 阿仙尼·雲加於阿仙奴官方網站的資料 （页面存档备份，存于）
- 阿仙尼·雲加於BBC的資料 （页面存档备份，存于）